# Błyszcze włoskowate

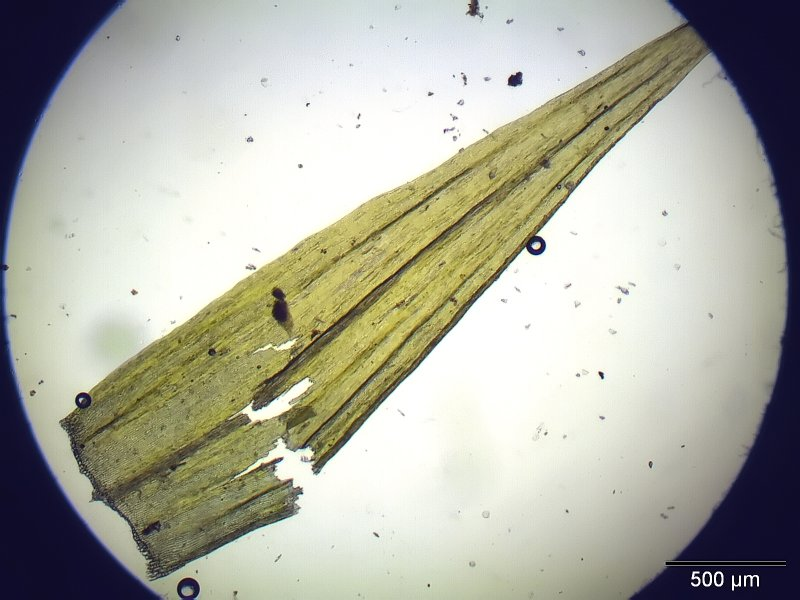
Liść

Błyszcze włoskowate (Tomentypnum nitens (Hedw.) Loeske) – gatunek mchu należący do rzędu rokietowców.

## Rozmieszczenie geograficzne
Gatunek występuje w Europie (poza częścią południową), w północnej Azji i w Ameryce Północnej. Ponadto spotykany na Wyspie Niedźwiedziej i na Szpicbergenie. W Polsce rzadki, w górach do 2010 m n.p.m.

## Morfologia
PokrójMech o wzniesionych, brunatnożółtych darniach, błyszczących w stanie suchym.
Budowa gametofituŁodygi brunatne o wysokości 4–15 cm są w starszych częściach gęsto okryte brunatnymi, gładkimi chwytnikami. Liście łodygowe wydłużonolancetowate, o długości 3 mm i szerokości 1 mm, sztywne, z 4–5 głębokimi podłużnymi fałdami, gałązkowe mniejsze, długości 2 i szerokości 0,5 mm. Brzegi liścia całe lub bardzo niewyraźnie ząbkowane (w nasadzie liścia). Komórki blaszki wydłużonolinearne.
Budowa sporofituSeta o wysokości do 4 cm, purpurowa, gładka, zakończona wydłużonojajowatą zgiętą puszką o długości 2 i szerokości 1 mm, która w stanie suchym jest zwężona przy ujściu.

## Ekologia
Gatunek występuje na siedliskach zasobnych w węglan wapnia, torfowiskach niskich i w grząskich olszynach, niekiedy także na torfowiskach przejściowych i kwaśnych młakach niskoturzycowych. W Polsce gatunek jest uznawany za relikt glacjalny, jeśli występuje na południe od linii ostatniego zlodowacenia. Zarodnikowanie na obszarze Polski odbywa się w lipcu i sierpniu.

## Zagrożenie i ochrona
Roślina objęta w Polsce ścisłą ochroną gatunkową na podstawie Rozporządzenia Ministra Środowiska z dnia 9 lipca 2004 w sprawie gatunków dziko występujących roślin objętych ochroną. W Czerwonej liście mchów zagrożonych w Polsce uwzględniona jako gatunek narażony na wymarcie.
Siedliska błyszcza włoskowatego w Polsce znajdujące się w systemie ochrony zagrożonych składników różnorodności biologicznej kontynentu europejskiego „Natura 2000”:
- Beskid Śląski
- Beskid Żywiecki
- Doliny: Górnej Rospudy, Kakaju, Radwi, Chocieli i Chotli, Rurzycy, Szeszupy, Wieprzy i Studnicy, Łupawy, Parsęty,
- Dorzecze Regi,
- Jeleniewo,
- Mechowisko Manowo,
- Moczary
- Mokradła Kolneńskie i Kurpiowskie
- Mszar Płociczno
- Ostoje: Augustowska, Lidzbarska, Napiwodzko-Ramucka, Radomno, Zapceńska,
- Pieniny
- Pojezierze Sejneńskie
- Torfowiska: Jonkowo-Warkały, Mieleńskie, Zocie,
- Uroczyska Kujańskie